# Clare-Hope Ashitey
Clare-Hope Naa K. Ashitey (* 12. Februar 1987 in Enfield, Middlesex) ist eine britische Filmschauspielerin.

## Karriere
Ashitey begann im Alter von 12 Jahren mit professionellem Schauspielunterricht an der Londoner Centre Stage School of Performing Arts. Parallel dazu absolvierte sie ein Grundstudium in französischer und deutscher Geschichte.
Ihre erste Filmrolle spielte Ashitey mit 18 Jahren zusammen mit John Hurt und Hugh Dancy in Shooting Dogs (2005). Trotz dieses Erfolges beim Film studierte sie an der SOAS University of London Anthropologie, wo sie 2009 ihren Abschluss machte. Es folgten mehr als 25 Film- und Fernsehproduktionen.
Für ihre Darstellung einer jungen Mutter in dem österreichischen Spielfilm Black Brown White, die gemeinsam mit ihrem Kind illegal von Afrika nach Europa zu gelangen versucht, erhielt sie 2012 eine Nominierung für den Österreichischen Filmpreis.

## Filmografie (Auswahl)
- 2005: Shooting Dogs
- 2006: Children of Men
- 2007: Exodus
- 2011: Black Brown White
- 2011–2019: Top Boy (Fernsehserie, 5 Folgen)
- 2012: Candle to Water
- 2013: Jimi: All Is By My Side
- 2014–2016: Suspects (Fernsehserie, 23 Folgen)
- 2015, 2017: Doctor Foster (Fernsehserie, 6 Folgen)
- 2016: Hacked – Kein Leben ist sicher (I.T.)
- 2018: Seven Seconds (Fernsehserie, 10 Folgen)
- 2020: Doctor Who (Fernsehserie, eine Folge)
- 2020: Riviera (Fernsehserie, 8 Folgen)
- 2022: Confession
- 2024: Constellation (Miniserie)